# Cseresnyés
Cseresnyés (horvátul: Črečan) falu Horvátországban, Muraköz megyében. Közigazgatásilag Drávavásárhelyhez tartozik.

## Fekvése
Csáktornyától 6 km-re nyugatra, a Dráva bal partja közelében fekszik.

## Története
A település első írásos említése 1478-ban történt "Chereczan" alakban. A csáktornyai uradalomhoz tartozott.
Az uradalom részeként 1546-ban I. Ferdinánd király adományából a Zrínyieké lett. 
Miután Zrínyi Pétert 1671-ben felségárulás vádjával halálra ítélték és kivégezték minden birtokát elkobozták, így a birtok a kincstáré lett. A király 1719-ben szolgálatai jutalmául elajándékozta Althan Mihály János cseh nemesnek. 1791-ben gróf Festetics György vásárolta meg és ezután 132 évig a tolnai Festeticsek birtoka volt.
A falu önkéntes tűzoltóegyletét 1919-ben alapították, ma 60 tagja van, főként fiatalok.
1920 előtt Zala vármegye Csáktornyai járásához tartozott. 1941 és 1944 között ismét Magyarországhoz tartozott. 2001-ben 130 háztartása és 450 lakosa volt. Lakói főként a mezőgazdaságban dolgoznak, de a fiatalok közül sokan dolgoznak Csáktornyán és a környező településeken.
A falu röplabda klubját 1971-ben, a helyi nőegyletet 2005-ben alapították.

## Nevezetességei
A falu közepén álló Szent Kereszt kápolnát 1901-ben építették. A szomszédos Miksavár plébániájához tartozik.

## Híres emberek
A falu szülötte Josip Vrhovski (1902 – 1983) zeneszerző, zenepedagógus és karmester. A helyi kórus a nevét viseli.